# Abgründe der Leidenschaft
Abgründe der Leidenschaft (Originaltitel: Abismos de pasión) ist ein mexikanischer Film von Luis Buñuel aus dem Jahre 1954. Er basiert auf dem Roman Sturmhöhe von Emily Brontë.

## Handlung
Nach jahrelanger Abwesenheit kehrt Alejandro auf das Landgut seiner Kindheit zurück. Dort lebt noch immer seine Pflegeschwester Catalina, die er abgöttisch liebt und die er heiraten möchte. Obwohl auch Catalina nie aufgehört hat, Alejandro zu lieben, ist sie inzwischen mit Eduardo verheiratet und erwartet ein Kind von ihm. Daher kann sie ihren Mann nicht verlassen, will Alejandro aber auch nicht vollständig verlieren und bittet ihn daher, in ihrer Nähe zu bleiben. Doch Alejandro ist tief gekränkt und von nun an auf Rache aus. Um für alle Beteiligten eine möglichst unangenehme Situation zu schaffen, geht er eine Beziehung mit Eduardos Schwester Isabel ein. Nachdem Catalina bei der Geburt des Sohnes von Eduardo stirbt, schändet Alejandro ihr Grab, um die Tote ein letztes Mal zu liebkosen. Da sieht er plötzlich eine Gestalt, die er als Catalina identifiziert und glaubt zu vernehmen, dass sie ihn zu sich ruft. Plötzlich wechselt die Gestalt und es ist ihr Bruder Ricardo zu erkennen, der Alejandro im nächsten Augenblick erschießt.

## Hintergrund
Der Film basiert auf Emily Brontës einzigem Roman Sturmhöhe. Alejandro verkörpert dessen Hauptcharakter Heathcliff, Catalina die namensgleiche Katherine Earnshaw und ihr Bruder Ricardo nimmt die Rolle von Hindley Earnshaw ein. Catalinas Mann Eduardo verkörpert Edgar Linton und seine Schwester Isabel die namensgleiche Isabella Linton.

## Kritik
„Lange unterschätzte Adaption des Romans Sturmhöhe von Emily Brontë; angelegt als bildgewaltiges Melodram voller (Natur-)Metaphern. Einmal mehr geht es Buñuel um die Darstellung eines Lebensplanes, der sich zu stark nach bürgerlichen Moralvorstellungen anlehnt und daran zerbricht.“